# Lisa Ryder
Lisa Ryder (Edmonton, Alberta, Canadá, 26 de octubre de 1970) es una actriz canadiense, más conocida como Beka Valentine en la serie de televisión Andrómeda de Gene Roddenberry. 
Estudió en la universidad de Toronto, donde comenzó a ser actriz. Formó un grupo de teatro local después de la graduación, Bald Ego Productions, e interpretó su primera película y sus primeros papeles de televisión a mediados de los años 90.

## Filmografía
- Andrómeda (2000-2005)
- Jason X (2001), como la androide Kay-M .
- Forever Knight (1995-1996)
- Salió en los capítulos 1 y 2 de La Tierra Conflicto Final (también de Gene Roddenberry)

- Datos: Q272296